# The Glass House (filme de 1972)
The Glass House (O Sistema, no Brasil) é um telefilme norte-americano de 1972 dirigido por Tom Gries, com roteiro de Tracy Keenan Wynn, baseado em história de Wyatt Cooper e Truman Capote, que transformou essa pesquisa em livro.

## Sinopse
Professor universitário cumpre pena em penitenciária de Utah, e lá descobre a realidade por trás das prisões.

## Elenco principal
- Vic Morrow ... Hugo Slocum
- Clu Gulager ... Brian Courtland
- Billy Dee Williams ... Lennox
- Kristoffer Tabori ... Allan Campbell
- Dean Jagger ... Warden Auerbach
- Alan Alda ... Jonathon
- Scott Hylands ... Ajax
- Edward Bell ... Sinclair
- Tony Mancini ... Steve Berino
- Roy Jenson ... Brown
- Alan Vint ... Bree